# Pilar Carbonero Zalduegui
Pilar Carbonero Zalduegui (Alcazarquivir, protectorado español de Marruecos, España, 1942) es una ingeniera agrónoma española. Doctora en Ingeniería Agrónoma por la Universidad Politécnica de Madrid (UPM) desde el año 1968 y, desde 1983, catedrática de Bioquímica y Biología Molecular en la Escuela Técnica Superior de Ingenieros Agrónomos de esa misma universidad.

## Biografía profesional
Ha sido investigadora en el College of Agriculture, de la Universidad de Minnesota (EE.UU). Ingeniero del Instituto Nacional de Investigaciones Agronómicas (INIA); vicepresidenta de la Sociedad Española de Bioquímica y Biología Molecular (SEBBM) y de su Comisión de Admisiones; Miembro de la Comisión de Biología y Medicina del Consejo Superior de Investigaciones Científicas (CSIC), Miembro del Consejo Científico del Instituto Valenciano de Investigaciones Agrarias (IVIA); Directora del Departamento de Biotecnología de la UPM; Fundadora y primera Directora del Departamento de Genética Molecular de Plantas del Centro Nacional de Biotecnología (CNB-CSIC), entre otros cargos.
En su actividad docente ha dirigido una veintena de tesis doctorales.
El 3 de junio de 2003 ingresó en la Real Academia de Ingeniería siendo la primera mujer miembro de esta institución.
En 2018 fue incluida en la La Tabla Periódica de las Científicas para conmemorar en el 2019 el Año Internacional de la Tabla Periódica de los Elementos Químicos, por celebrarse el 150.º aniversario de la publicación de Mendeléyev.

## Líneas de investigación
Entre otros, destacan sus trabajos de investigación en ingeniería genética, genómica y biotecnología vegetal, centrándose en la aplicación de métodos moleculares a la obtención de resistencia de las plantas a plagas de insectos y enfermedades bacterianas y fúngicas. Otra línea de investigación se centra en la dilucidación de los mecanismos de regulación génica durante el desarrollo y la germinación de las semillas.

## Publicaciones
Como resultado de su actividad investigadora ha publicado cerca de un centenar de trabajos de investigación que acumulan más de 1800 citas.